# マイケル・ゴールディング
マイケル・ハインツ・ゴールディング（Michael Heinz Golding, 2006年5月23日 - ）は、イングランド・キングストン・アポン・テムズ出身のサッカー選手。プレミアリーグ・レスター・シティFC所属。イングランド代表。ポジションはミッドフィールダー。

## クラブ経歴

### チェルシー
キングストンで生まれ、12歳でAFCウィンブルドンからチェルシーのアカデミーに加入。
2024年1月7日、FAカップ3回戦プレストン戦にてファーストチームデビューを飾った。

### レスター・シティ
2024年7月8日、移籍金500万ポンド（約10億円）でレスター・シティへ移籍。移籍に際してクラブ公式にて以下のようにコメントしている。

## 代表経歴
イングランドU-16、U-17、U-18カテゴリにて代表選出されている。2023年のU-17欧州選手権ではキャプテンを務めた。

## 個人成績
2024年7月9日時点
| クラブ           | シーズン     | リーグ         | リーグ | リーグ | カップ | カップ | UEFAカップ | UEFAカップ | その他 | その他 | 合計 | 合計 |
| クラブ           | シーズン     | デビィジョン   | 出場   | 得点   | 出場   | 得点   | 出場       | 得点       | 出場   | 得点   | 出場 | 得点 |
| ---------------- | ------------ | -------------- | ------ | ------ | ------ | ------ | ---------- | ---------- | ------ | ------ | ---- | ---- |
| チェルシーU21    | 2022–23      | —              | —      | —      | —      | —      | —          | —          | 1      | 0      | 1    | 0    |
| チェルシーU21    | 2023–24      | —              | —      | —      | —      | —      | —          | —          | 1      | 1      | 1    | 1    |
| チェルシーU21    | 通算         | 通算           | 0      | 0      | 0      | 0      | 0          | 0          | 2      | 1      | 2    | 1    |
| チェルシー       | 2023–24      | プレミアリーグ | 0      | 0      | 1      | 0      | 0          | 0          | —      | —      | 1    | 0    |
| レスター・シティ | 2024–25      | プレミアリーグ | 0      | 0      | 0      | 0      | 0          | 0          | —      | —      | 0    | 0    |
| キャリア通算     | キャリア通算 | キャリア通算   | 0      | 0      | 1      | 0      | 0          | 0          | 2      | 1      | 3    | 1    |

## タイトル

### 代表
U-18イングランド代表
- 2024年 U18ピナタール・スーパーカップ[7]